# シムアース
『シムアース』 (SimEarth) は、1990年にアメリカ合衆国のマクシスから発売されたPC/AT互換機用ライフシミュレーションゲーム。
同社の『シムシリーズ』の第2作目。地形・大気・生物・文明などを操作し惑星を育てる事を目的としている。ジェームズ・ラヴロックのガイア理論や大陸移動説、進化論などを基に製作されている。
開発はマクシスが行い、ゲーム・デザインは後に『シムシティ2000』（1993年）を手掛けたフレッド・ハスラムと『バンゲリングベイ』（1984年）を手掛けたウィル・ライトが担当している。
同年に欧米ではClassic Mac OSやMicrosoft Windows 3.xに移植された他、1992年にAmigaに移植された。日本では1991年にPC-9801およびスーパーファミコン版、1992年にX68000版がイマジニアから、1993年にPCエンジンSUPER CD-ROM2版がハドソン、メガCD版がセガから発売された。PCエンジン版は2009年にWii用ソフトとしてバーチャルコンソールで配信された。

## 概要
前作『シムシティ』（1989年）が街を育てるゲームだったのに対し、本作は惑星を育てるゲーム。プレーヤーは神となって惑星上の様々な問題と課題を攻略していく。システムは大陸移動説や進化論などの科学理論と、地球を一つの生命体と捉える作者ジェームズ・ラヴロックのガイア理論に基づいてつくられている。また、地球物理学、地質学、生物学などの様々な分野の知識が応用されている。
惑星環境を構成する要素は、地形・大気・生物・文明など多岐にわたり、それぞれが環境形成に大きく関係している。プレーヤーは刻一刻と変化する環境に対し、直接惑星に手を加えたり、各種パラメータを調整したりしながら対応する。惑星はコントロール次第でどのようにでも変えることができ、生命豊かな星にすることもできれば、生物が全くいない死の星にすることも可能である。
本作では使用エネルギーの単位としてΩ（オメガ）が使われている。Ωは惑星をコントロールするために必要なものであり、Ωがなければ惑星に対して何もできない。実験モードでは無限に使えるが、それ以外の難易度では有限となっており、Ωを貯めるには時間の経過を待たなければならない。

## ゲーム内容
スーパーファミコン版の表現に準ずる。

### ランダムプラネット
1から惑星を創るモード。マグマだらけの星に雨が降って海ができ単細胞生物が誕生し……といった星の成り立ちをそのまま体験できるモード。惑星の進化度合いに応じた4つのタイムスケール（下記参照）から選択して始められる。タイムスケールごとに時間の進行スピードが異なり、発展が進むにつれて遅くなっていく。一定基準を満たせば次のタイムスケールに移行し、文明が極度に発達するとエクソダス（惑星からの移住）が発生し宇宙へ移民してしまい、残った生物がまた進化して文明を持ち…という事の繰り返し。100億年経つと太陽が寿命を迎え巨大化してしまい、すべてを燃やし尽くすので、強いて言うならそれがゲームオーバーとなる。
地質タイムスケール惑星の誕生～生命の発生を扱う。配置できる生物は単細胞生物（バクテリアとアメーバ）のみ。クリア条件は多細胞生物の出現。
進化タイムスケール多細胞生物が出現し、生物が爆発的に増加する。多様に変化する気候に気をつけながら生物を進化させていく。クリア条件は文明の誕生。2回目以降は新しい生物の文明を発生させる。
文明タイムスケール文明を持った生物が現れ、惑星各地に広まっていく。文明を発展させるのがこのタイムスケールの目的。なお文明を持つのは哺乳類だけに限らず、すべての陸生生物（と場合によっては海洋生物）が文明を持つ可能性がある。なお一度に文明を持てる生物は一種類のみ。クリア条件は産業革命（工業文明の誕生）が起こる事。
技術タイムスケール産業革命によって技術が飛躍的に進歩し、都市が惑星各地に出来る一方、公害・資源枯渇・世界戦争など現実の地球にもある問題が惑星に起きる。これらをうまく押さえ込んで文明を他の惑星に移住させる事が目的。クリア条件はエクソダスが起きる事。なお、エクソダスが完了した後は進化タイムスケールに移行し、別の生物に文明を発生させることになる。

### シナリオ
ミッションをクリアしていくモード。シナリオは全8つ。
アクエリアス水の惑星。海洋生物は豊富だが陸が無く、火を起こせないので文明が存在しない。文明が誕生すればクリア。土地を造成し陸上生物を発展させるか、または海洋生物をモノリスで強制的に進化させる方法がある。
地球カンブリア文字通り地球のカンブリア紀を再現。大気が不安定な中で生物に文明を持たせ、産業革命を起こさせればクリア。
地球現代地球の現在を再現。紛争、資源不足、地球温暖化など様々な問題が山積みとなっている。エクソダスを起こせばクリア。
火星前3つのシナリオとは難易度が桁違いに上がり、このシナリオから制限時間が導入される。マイナス200度の極寒の地。植物数、生物数が規定数に達すればクリア。温室効果によるテラフォーミングが鍵を握る。
金星今度は摂氏500度の世界。500年以内に植物数、生物数が規定数に達すればクリア。二酸化炭素による温室効果をどう相殺するかが鍵となる。
氷の惑星PCエンジン版には登場しない。火星と違い水分は豊富。星を覆う氷を溶かし海を創り、植物数、生物数が規定数に達すればクリア。
砂漠の惑星PCエンジン版には登場しない。前3つのシナリオと異なり生物どころか文明も存在しているがみるみるうちに星が干上がっていく。植物数、生物数が規定数に達すればクリア。
地球2XXX年ボーナス面に近い最後のシナリオ。いたる所で核汚染が起こっており、ロボットが地球を征服している。植物数、生物数が規定数に達すればクリア。

### デイジーワールド
PCエンジン版及びメガCD版ではシナリオのひとつ。ガイア理論で紹介された思考実験モデル「デイジーワールド」をシミュレートするモード。公式攻略本には買ったばかりの人が遊ぶべきものではないと書いてある。このモードではデイジー以外の植物を配置することができず、生物を配置してもすぐに死滅する（ただし、ロボットは生き残ることがある）。

### トレジャーボックス
各シナリオにはそれぞれトレジャーボックスが一つずつある。最初から存在する場合と一定条件を満たすと登場する場合がある。
トレジャーボックスはマップモードの分類（目マークのアイコン）で、「ぶんめい」を選択すると、テラフォーマでない黒い点が一つ見つけることができる。これをエディットモードにおいて、黄色い箱を「ちょうさ」で調べると、トレジャーボックスを開けることができる。
トレジャーボックスは見つけなくてもクリアは可能。
| 惑星             | 箱の中身   | 効果                               |
| ---------------- | ---------- | ---------------------------------- |
| アクエリアス     | 500Ω       | 500Ω取得できる。                   |
| 地球カンブリア紀 | モアイ     | 石器文明を生み出してくれる。       |
| 地球現代         | ラブピース | 戦争が起こらない。                 |
| 火星             | ガイアの種 | 周辺に植物が生え、枯れなくなる。   |
| 金星             | オアシス   | 一定領域気温が普通になる。         |
| 氷の惑星         | ミニ太陽   | ある程度の陸の氷が溶かせる。       |
| 砂漠の惑星       | ガイアの木 | 植物を生み出し、枯れなくなる。     |
| 地球2XXX年       | 噴水       | ロボットが弱い海水を出してくれる。 |

## 移植版
| No. | タイトル                    | 発売日                                        | 対応機種                   | 開発元                | 発売元            | メディア                              | 型式               | 備考               |
| --- | --------------------------- | --------------------------------------------- | -------------------------- | --------------------- | ----------------- | ------------------------------------- | ------------------ | ------------------ |
| 1   | Sim Earth The Living Planet | 1990年                                        | Classic Mac OS Windows 3.x | マクシス              | マクシス          | フロッピーディスク                    | -                  |                    |
| 2   | シムアース                  | 1991年9月1日                                  | FM TOWNS                   | マクシス              | イマジニア        | CD-ROM                                | HMC-141            |                    |
| 3   | シムアース                  | 1991年9月6日                                  | PC-9801                    | マクシス              | イマジニア        | 5インチ2HDフロッピーディスク          | -                  |                    |
| 4   | シムアース                  | 1991年12月29日 1993年2月                      | スーパーファミコン         | トムキャットシステム  | イマジニア FCI    | 6メガビット+64キロRAMロムカセット     | SHVC-SE SNS-SE-USA |                    |
| 5   | シムアース                  | 1992年5月29日                                 | X68000                     | マクシス              | イマジニア        | フロッピーディスク                    | -                  |                    |
| 6   | Sim Earth The Living Planet | 1992年                                        | Amiga                      | マクシス              | Mindscape         | フロッピーディスク                    | -                  |                    |
| 7   | シムアース                  | 1993年1月14日 1993年                          | PCエンジンSUPER CD-ROM²    | マクシス              | ハドソン マクシス | CD-ROM                                | HCD2040 TXCD1036   |                    |
| 8   | シムアース                  | 1993年3月12日                                 | メガCD                     | マクシス ゲームアーツ | セガ              | CD-ROM                                | G-6008             |                    |
| 9   | シムアース                  | 2009年5月12日 2009年6月22日 PAL 2009年6月26日 | Wii                        | マクシス              | ハドソン          | ダウンロード （バーチャルコンソール） | -                  | PCエンジン版の移植 |

スーパーファミコン版
- スーパーファミコン版はバグが多く回収騒ぎになったことがある。[要出典]

メガドライブ版
- 移植はゲームアーツが担当し、ゲーム中のナレーターに小山茉美が起用されている。音楽は岩垂徳行が担当している。

## スタッフ
- オリジナル・コンセプト&デザイン：フレッド・ハスラム、ウィル・ライト
- デザイン・アシスタンス：ジェームズ・ラブロック
- マッキントッシュ・プログラミング：フレッド・ハスラム、ウィル・ライト
- DOSプログラミング：ダニエル・ゴールドマン、ポール・シュミット
- Windowsプログラミング：ロドニー・ライ、ポール・シュミット
- グラフィック、アートワーク：ケイトリン・ミシェルデイトン、ピーター・ミシェルデイトン、ジェニー・マーティン、スーザン・グリーン
- マッキントッシュ・ミュージック、サウンド・プログラミング：スティーヴ・ヘイルス
- IBMミュージック、サウンド・プログラミング：ヒース・ペーターソン
- キング・オブ・マニュファクチュアリング：デイヴ・ヘルフェンシュタイン
- パッケージ・デザイン：リチャード・ベーグル
- パッケージ・イラストレーション：カート・ウエスト
- ドキュメンテーション・デザイン：リチャード・ベーグル、マイケル・ブレーメン、マーク・ホルムス、カート・ウエスト、クリス・ヨロ
- ドキュメンテーション：マイケル・ブレーメン
- イントロダクション・トゥ・アース・サイエンス：トム・ベントレー、キャロリナ・リスゴー
- コントリビューション・トゥ・ドキュメンテーション：トム・ベントレー、ビル・クック、フレッド・ハスラム、ジェームズ・ラブロック、マイケル・パターソン、ロビン・サメルソン、ジョー・シリカ、ウィル・ライト
- プロジェクト・マネージャー (IBM&Mac) ：スティーヴ・ベッカート
- プロジェクト・マネージャー (Windows) ：ミッチ・S・マクギルブレイ
- クオリティー・アシュアランス：ビル・クック、ジェイク・ホルター、カーター・リプスコム、マイケル・パターソン、スティーヴ・スマイス、アラン・バートン、マニー・グラニッロ、ケヴィン・オヘア

## 評価
スーパーファミコン版
ゲーム誌『ファミコン通信』の「クロスレビュー」では合計24点（満40点）、『ファミリーコンピュータMagazine』の読者投票による「ゲーム通信簿」での評価は以下の通りとなっており、20.34点（満30点）となっている。この得点はスーパーファミコン全ソフトの中で174位（323本中、1993年時点）となっている。また、同雑誌1993年8月情報号特別付録の「スーパーファミコンオールカタログ'93」では、「大気の熱循環や地殻の変動など、環境のさまざまな要素をコントロールして惑星を作りだす、実験的なにおいの強いゲーム」と紹介されている。
| 項目 | キャラクタ | 音楽 | 操作性 | 熱中度 | お買得度 | オリジナリティ | 総合  |
| 得点 | 3.29       | 3.45 | 3.23   | 3.43   | 3.06     | 3.89           | 20.34 |

PCエンジン版
ゲーム誌『ファミコン通信』の「クロスレビュー」では6・6・5・5の合計22点（満40点）、『月刊PCエンジン』では80・85・80・70・75の平均78点（満100点）、『電撃PCエンジン』では60・60・65・70の平均63.75点（満100点）、『マル勝PCエンジン』では6・6・7・7の合計26点（満40点）、『PC Engine FAN』の読者投票による「ゲーム通信簿」での評価は以下の通りとなっており、19.02点（満30点）となっている。また、この得点はPCエンジン全ソフトの中で401位（485本中、1993年時点）となっている。
| 項目 | キャラクタ | 音楽 | 操作性 | 熱中度 | お買得度 | オリジナリティ | 総合  |
| 得点 | 3.20       | 3.22 | 3.04   | 3.04   | 3.00     | 3.52           | 19.02 |

メガドライブ版
ゲーム誌『ファミコン通信』の「クロスレビュー」では6・7・6・6の合計25点（満40点）、『メガドライブFAN』の読者投票による「ゲーム通信簿」での評価は以下の通りとなっており、19.5点（満30点）となっている。
| 項目 | キャラクタ | 音楽 | お買得度 | 操作性 | 熱中度 | オリジナリティ | 総合 |
| 得点 | 3.1        | 3.1  | 3.0      | 3.2    | 3.4    | 3.7            | 19.5 |

## 関連書籍
- シムアース 天地創造パーフェクトマニュアル ISBN 978-4893660923
- バランス・オブ・ザ・プラネットとシムアース 地球環境問題に挑むコンピュータゲーム ISBN 978-4781906256
- シムアース 公式ガイドブック ISBN 978-4091041821
- シムアース 必勝攻略法 ISBN 978-4575281569
- シムアースのすべて ISBN 978-4796602808
- シムアース ハンドブック ISBN 978-4893691392